# Тупик (фильм, 1937)
«Тупик» (англ. Dead End) — американский криминальный фильм режиссёра Уильяма Уайлера, вышедший на экраны в 1937 году. Фильм поставлен по одноимённой бродвейской пьесе 1935 года драматурга Сидни Кингсли, сценарий написала Лилиан Хеллман. Фильм рассказывает о группе нью-йоркских уличных парней, известных как Ребята из Тупика, одного из которых (Билли Хэлоп) гангстер (Хамфри Богарт) пытается втянуть в свою преступную деятельность. От тлетворного влияния уличной преступности парня пытаются спасти его сестра (Сильвия Сидни) и её возлюбленный (Джоэл Маккри). Это первое появление на экране Ребят из Тупика, которые впоследствии под различными названиями стали героями десятков фильмов 1930-50-х годов.
После выхода на экраны фильм добился широкого признания публики и был номинирован на четыре премии «Оскар».

## Сюжет
В Нью-Йорке, около моста Куинсборо, прямо в канал Ист-Ривер упирается короткая улица, называемая просто Тупик, где традиционно селились бедные горожане. Однако со временем, привлечённые красивым видом на реку, в Тупике стали строить дорогие многоквартирные дома для богатых. Сложилась ситуация, когда на одной улице по соседству друг с другом жили как очень обеспеченные, так и нищие горожане. Дети из бедных семей сложились в дворовую подростковую группу Ребята из Тупика. Главарём её стал Томми Гордон (Билли Хэлоп), в неё также вошли Диппи (Хантц Холл), Энджел (Бобби Джордан), Спит (Лео Горси), Ти Би (Габриел Делл), а также Милти (Бернард Пансли), новый мальчик, который только что переехал в этот квартал и ищет друзей. Спит поначалу издевается над Милти и отбирает у него карманные деньги, однако Томми разрешает Милти дать отпор Спиту, после чего принимает его в свои ряды. Томми живёт со старшей сестрой Дриной (Сильвия Сидни), молодой, красивой и трудолюбивой девушкой, которая содержит его и ведёт домашнее хозяйство, однако мечтает о том, чтобы кто-то когда-нибудь позаботился и о ней. Дрина тайно влюблена в Дейва Коннелла (Джоэл Маккри), который вырос на той же улице, после чего окончил колледж и получил профессию архитектора, однако не может найти работу по профессии и вынужден зарабатывать на жизнь росписью витрин и рекламных вывесок. У Дейва недавно начались романтические отношения с Кей Бёртон (Венди Барри), которая также выросла в бедности, однако теперь живёт на этой же улице с богатым спонсором, который хочет на ней жениться, однако ей нравится Дейв, и она встречается с ним. Неожиданно в Тупике появляется шикарно одетый гангстер Хью Мартин по прозвищу «Детское личико» (Хамфри Богарт) в сопровождении своего подручного Ханка (Аллен Дженкинс). Мартин родился и вырос в этом районе, но 10 лет назад уехал отсюда, став скандально известной фигурой в криминальном мире, на счету которого восемь убийств. Он находится в розыске за свои преступления, однако после пластической операции рассчитывает, что его никто не сможет опознать. Мартин приехал с тем, чтобы повидать свою мать (Марджори Мэйн), а также свою школьную любовь Фрэнси (Клер Тревор). Услышав, как Ребята из Тупика обсуждают предстоящую драку с парнями из соседнего квартала, Мартин даёт им несколько советов, как с помощью нечестных приёмов они смогут одержать верх. Его замечает Дейв, и, несмотря на изменённую внешность Мартина, узнаёт его, после чего просит не развращать местных подростков и не приучать их к криминальной деятельности, однако Мартин не обращает внимания на его слова. Тем временем Ребята из Тупика заманивают Филипа (Чарльз Пек), мальчика из богатой семьи, в подвал, где избивают его, рвут его костюм и отнимают дорогие часы. Отец мальчика, брат влиятельного судьи мистер Грисвальд (Майнор Уотстон) с помощью полицейского пытается наказать обидчиков сына. Парни отдают часы, однако когда мистер Грисвальд хватает Томми, тот при попытке вырваться режет мистеру Грисвальду ножом кисть руки, после чего убегает. Во время встречи с Мартином его мать отрекается от сына и проклинает его, называя мерзавцем и убийцей, и в истерике прогоняет его. Вскоре появляется Фрэнси, к которой Мартин испытывает определённые чувства и даже хочет увезти её с собой. Однако она отказывается, давая понять, что опустилась и стала проституткой, и, кроме того, больна туберкулёзом. Мартин даёт ей денег и прощается. Удручённый неудачами, Мартин заходит в местное кафе, где предлагает Ханку похитить Филипа, чтобы не уезжать с пустыми руками. Дрина находит прячущегося Томми, который из страха угодить в исправительную школу собирается сбежать. Она заявляет брату, что поедет вместе с ним, после чего начинает собирать вещи. Узнав, что Мартин готовит похищение, Дейв снова находит его, настаивая на том, чтобы тот немедленно уезжал, в противном случае угрожая сдать его копам. Однако Мартин и Халк несколько раз бьют его, и Дейв падает в воду, однако незаметно выбирается и нападает на бандитов. Во время их потасовки раздаётся выстрел, привлекающий внимание всей округи и который слышат полицейские. Дейву удаётся расправиться с Халком и отобрать у него оружие, однако за это время Мартин успевает убежать и забраться на крышу здания. Дейв преследует его и в конце концов на глазах собравшихся зевак прижимает к пожарной лестнице, после чего в ожесточённой перестрелке ранит его. Мартин падает вниз, где его пытаются арестовать полицейские. Однако Мартин снова начинает стрелять, раня одного из них, после чего ураганным огнём другие копы расстреливают Мартина. Халка арестовывают и уводят, а Дейву за уничтожение опасного гангстера положена награда в 4800 долларов. В собравшейся толпе швейцар из фешенебельного дома (Уорд Бонд) замечает Спита, сообщая местному участковому Маллигану (Джеймс Бёрк), что это он напал на Филиппа и затем порезал мистера Грисвальда. Когда Спита задерживают, он сдаёт Томми, сообщая полиции его адрес. Томми прощается с сестрой, которая не хочет отпускать его одного, однако в этот момент в их квартиру приходит с обыском полиция. Томми убегает и с крыши здания подслушивает разговор парней из своей банды, понимая, что его подставил Спит. Подстроив дело так, чтобы остаться со Спитом наедине, Томми набрасывается на него и собирается порезать ему ножом щёку, оставив так называемую «метку стукача». Тем временем на набережной Дейв встречается с Кей, которая предлагает вместе уехать, чтобы шикарно прожить год на то вознаграждение, которое он получит за Мартина. Однако Дейв понимает, что это не то, чего он хочет, заявляя, что они принадлежат к разным мирам. Они трогательно прощаются, после чего Кей уходит, чтобы отправиться в морское путешествие со своим спонсором. Дейв замечает, что Томми повалил Спита и угрожает ему ножом, и разнимает ребят. Вместе с подоспевшей Дриной Дейв убеждает Томми сдаться полиции, с чем в конце концов парень соглашается. Перед уходом Дрина и Дейв предпринимают ещё одну попытку уговорить мистера Грисвальда не выдвигать против мальчика обвинений, однако тот жёстко стоит на своём, считая, что точку в деле должен поставить суд. Когда копы забирают Томми, Дейв предлагает Дрине использовать своё вознаграждение на оплату адвокатов для её брата с тем, чтобы парня не помещали в исправительную школу. Дрина и Дейв идут вслед за Маллиганом и Томми, а остальные Ребята из Тупика уходят вдоль набережной, распевая песню: «Если бы у меня были крылья ангела, я бы улетел за тюремные стены».

## В ролях
- Сильвия Сидни — Дрина Гордон
- Джоэл Маккри — Дейв Коннелл
- Хамфри Богарт — Хью «Милашка» Мартин
- Венди Барри — Кей Бёртон
- Клер Тревор — Фрэнси
- Аллен Дженкинс — Ханк
- Марджори Мэйн — миссис Мартин
- Чарльз Пек — Филип Грисвальд
- Майнор Уотсон — мистер Грисвальд
- Джеймс Бёрк — офицер Маллиган
- Уорд Бонд — швейцар
- Эстер Дейл — миссис Феннер

В титрах не указаны
- Эстер Говард — соседка с грубым голосом
- Чарльз Хэлтон — Уайти

### Ребята из Тупика
- Билли Хэлоп — Томми Гордон
- Хантц Холл — Диппи
- Бобби Джордан — Энджел
- Лео Горси — Спит
- Габриел Делл — Ти Би
- Бернард Пансли — Милтон «Милти»

## История создания фильма
Как написала историк кино Стефани Тэмз, драматург Сидни Кингсли написал пьесу «Тупик», когда ему было 29 лет. «Это была классическая нью-йоркская история, которая передаёт социальную дихотомию города, где бедность живёт в тени богатства и власти». Она показывает «среду, в которой разрыв между социальными стратами шире, чем Бруклинский мост», при этом физическое расстояние между ними составляет «только один квартал». В 1935—1937 годах спектакль по пьесе Кингсли шёл на Бродвее в течение 85 недель, выдержав 687 представлений. В своей рецензии на спектакль «Голливуд Репортер» отмечал, что пьеса имеет «потенциал для создания отличного фильма». Кинокомпании Twentieth Century-Fox и RKO рассматривали идею постановки фильма, однако, согласно статье в журнале Life, продюсер Сэмюэл Голдвин опередил их, заплатив Сидни Кингсли 165 тысяч долларов за права на его пьесу.
Сценарий написала Лилиан Хеллман, которой пришлось изменить «некоторые аспекты истории», чтобы он соответствовал нормам Производственного кодекса. В частности, в пьесе у Фрэнси был сифилис, однако в фильме она просто говорит, что больна, а её кашель намекает на туберкулёз. А молодой красавец-архитектор Дейв Коннелл в пьесе был художником-инвалидом по имени Гимпти. Тем не менее «Администрация Производственного кодекса высказала некоторые возражения против первого варианта сценария. В частности, глава Администрации потребовал удалить строку „в темноте все кошки одинаковы“, а также выражения „… сын“ и „иди к …“. Также из британской версии предлагалось удалить слово bum, так как в Британии на сленге оно означало задницу». Кроме того, было запрещено использовать характерные для Бронкса громкие презрительные насмешки, персонажу Спиту (Плевок) было запрещено плевать в кадре, и, наконец, не должно было быть сцен, где персонажи наступали бы на тараканов, и в которых демонстрировались бы «старые банки и рассыпанный мусор».
Несколько актёров в фильме повторили свои роли из бродвейской постановки, среди них Марджори Балабан, Билли Хэлоп, Хантц Холл, Габриэл Делл и Бернард Пансли. Лео Горси также играл в бродвейской пьесе, но не Спита. В спектакле Горси и его брат Дэвид сыграли роли парней со Второй авеню. Ещё некоторые актёры из бродвейского спектакля стали впоследствии известными фигурами в кино и театре, среди них режиссёры Мартин Гейбел и Сидни Люмет, а также актёр Дэн Дьюриа. Для съёмок в этом фильме Сильвию Сидни взяли в аренду у продюсера Уолтера Вагнера, а Хамфри Богарта — у студии Warner Bros. Некоторые современные киноведы полагают, фильм поворотной точкой в карьере Богарта, и указывают его, а не Сидни и Маккри как главную звезду картины. Впоследствии Богарт сыграет ещё в двух фильмах о Ребятах из Тупика — «Школа преступления» (1938) и «Ангелы с грязными лицами» (1939).
По информации Американского института киноискусства, «первоначально Голдвин хотел снимать картину на натуре в Нью-Йорке, но позднее решил перенести улицы Нью-Йорка в голливудскую студию». Тэмз также отметила, что изначально «режиссёр Уильям Уайлер хотел снимать на натуре в Нью-Йоркских трущобах, но Голдвин убедил его, что оскароносный художник-постановщик Ричард Дэй очень легко построит жилой квартал в съёмочном павильоне — и это будет дешевле». В итоге, по словам историка кино Дениса Шварца, «вместо съёмок на натуре художник-постановщик Ричард Дэй построил декорацию жилого квартала прямо в съёмочном павильоне, в результате чего фильм был полностью снят в студии». Позднее Голдвин якобы выражал недовольство режиссёру Уильяму Уайлеру, что «декорации были слишком реалистичными и выглядели слишком грязными».

## Фильмы о Ребятах из Тупика
Этот фильм впервые представляет на экране шестерых нью-йоркских парней, известных как Ребята из Тупика, которые получили прозвище по названию улицы, на которой они живут. Ребята из Тупика пришли их бродвейской пьесы, а позднее стали героями многих фильмов 1930-50-х годов, выступая также под такими именами как Ребята из Ист-Сайда, Мальчики из Бауэри и Маленькие крутые парни. Как пишет Стефани Тэмз, вопреки утверждениям многих критиков, актёров на роли Ребят из Тупика «нашли не на улице». Все члены «банды из шести человек были профессиональными актёрами, которые уже играли в театральной постановке, по которой поставлен фильм». По информации Тэмз, после этой картины Ребята из Тупика перейдут на студию Warner Bros, которая в 1937—1939 годах сделает с их участием семь фильмов, в каждом из которых будут играть звёзды, а парни останутся на вторых ролях. После завершения этого проекта на студии Warner, Ребята из Тупика перекочуют на бедную студию Monogram, где под именем Ребята Ист-Сайда в 1940—1945 годах станут героями ещё 21 фильма. Параллельно с этим с 1938 года по 1945 год четверо мальчиков (Хэлоп, Холл, Делл и Пансли) будут работать на Universal, где снимутся в 12 фильмах как Маленькие крутые парни. В конце концов, история достигнет кульминации в, «вероятно, лучшей серии фильмов о ребятах со времени изначальных фильмов на Warner» — сериале Мальчики из Бауэри, который будет выходить на Monogram с 1946 по 1958 год. Всего с Мальчиками из Бауэри будет сделано 48 фильмов, где после ухода Билли Хэлопа руководство бандой взяли на себя Лео Горси и Хантц Холл. Как отмечает Тэмз, «в конце цикла балаганные комедийные шутки Горси и Холла заняли главное место в фильмах, и это уже имело мало общего с неприукрашенным реализмом их первого фильма „Тупик“».

## Оценка фильма критикой
После выхода фильма в прокат кинообозреватель «Нью-Йорк Таймс» Джон Т. Макманус дал ему высокую оценку, написав, что он «заслуживает места среди важных кинокартин 1937 года за своё полное и качественное представление темы социального протеста», которая заложена в пьесе Сидни Кингсли. Повествуя о «жизни на тупиковой улице около Ист-ривер, где безнадёжная нищета ежедневно соприкасается с роскошью Саттон-плейс, не вызывая ничего иного, как взаимное раздражение», фильм служит впечатляющим материалом к «размышлению о проблемах трущоб, побуждающим задуматься о ревизии социальной системы». Вместе с тем Макманус обращает внимание на некоторые «технические проблемы» фильма, в частности, «его жёсткую приверженность театральному подходу», что приводит к «чересчур сдержанному использованию такого мобильного инструмента, как камера», а также изменению образа «центрального персонажа, чтобы он соответствовал общепринятому типу киногероя». Однако, как пишет критик, эти «сравнительно неважные недостатки» не в состоянии повредить «истории отчаяния и бунта малообеспеченных людей из Тупика, которая гладко и сильно представлена на экране замечательным актёрским составом». Далее он отмечает, что фильм «ни разу не выходит за пределы своей великолепной декорации, которая даёт тревожно точное представление о типичном квартале в районе Ист-ривер с его социальными контрастами». По мнению Макмануса, «фильм без сомнения принадлежит шести несравненным сорванцам, взятым из театральной постановки… Острый и пикантный уличный жаргон этих молодых людей — который в течение последних двух сезонов, вероятно, привлек в театр больше людей, чем основная тема пьесы — (в фильме) был вынужденно очищен от своей вульгарности, но всё равно звучит по-нью-йоркски аутентично и является вершиной пьесы. Все основные актёры заслуживают восхищения, а среди малых ролей запоминаются Клер Тревор в роли Френси и Марджори Мэйн в роли матери, возненавидевшей Мартина».
Стефани Тэмз назвала картину «суровым и пессимистичным изображением жизни гетто большого города», которая «остаётся одной из самых значимых социальных драм, которые появились в Голливуде в конце 1930-х годов. Фильм был пророческим в своём наблюдении, что нищета взращивает преступность», и, кроме того, «породил целую серию фильмов о малолетних преступниках и их жизни в трущобах», таких как «Ангелы с грязными лицами» (1938) и «Ювенальный суд» (1938). По мнению современного киноведа Дениса Шварца, эта «мрачная чёрно-белая социальная драма явно переоценена как выдающийся фильм на социальную проблематику». Критик пишет, что «хотя она и сделана с добрыми намерениями, трудно представить что-либо более устаревшее, а взгляд на подростковую преступность — более смехотворным. Его либеральный тезис о том, что нищенская окружающая среда сама по себе взращивает преступников, не выдерживает никакой критики». Шварц пишет, что в этом фильме Уайлер говорит о борьбе за выживание, которую вели многие иммигранты в большом городе, воспитывавшие своих детей в трущобах — живя в нищете, сталкиваясь с тяжёлыми бытовыми условиями и уличной преступностью. При этом «в крайне театральной форме зрителю внушается мысль, что жизнь в городских трущобах засасывает многих их обитателей в ловушку бесконечного цикла отчаяния и преступности, и что бедные не получают помощь от государственных учреждений». Картина также «говорит о том, что трущобы могут взрастить как гангстера, так и архитектора, но если вы хотите получить больше образованных и хороших граждан, то надо создавать программы поддержки неимущих».

## Награды
В 1938 году картина была выдвинута на четыре «Оскара» в номинациях «Лучший фильм», «Лучшая актриса второго плана» (Клер Тревор), «Лучшая операторская работа» (Грегг Толанд) и «Лучшая работа художника-постановщика» (Ричард Дэй). Газета Film Daily включила картину в десятку лучших фильмов 1937 года.